# OpenNET
OpenNET (opennet.ru) — веб-сайт, русскоязычный интернет-проект, посвящённый открытым и свободным компьютерным технологиям.

## Описание
Веб-портал предоставляет пользователям ежедневные новости в области свободного программного обеспечения, Linux, BSD и UNIX-подобных операционных систем, а также в сфере компьютерных технологий.
Вся информация предоставленная на сайте рассчитана для широкого круга пользователей — как для высококвалифицированных специалистов, так и для любителей свободного программного обеспечения с открытым исходным кодом.
Также на сайте доступны готовые статьи и советы написанные специалистами в области IT, OpenWiki — база знаний OpenNET, интерактивная система просмотра системных руководств, популярные дистрибутивы свободных операционных систем/программ и прочая документация. Веб-портал поддерживает удобный поиск и RSS-ленты.
На сайте существует форум для администраторов и пользователей, который разделен на многочисленные ветки, в числе которых темы по программированию, играм, администрированию сетей, безопасности, оптимизации, моддингу аппаратной и программной части компьютера и множество других.
Особенностью OpenNET является возможность анонимно комментировать новости без регистрации на сайте. 
Также есть официальный одноимённый Telegram канал.

## История
Сайт был создан осенью 1996 года как домашняя страница, на которой была опубликована подборка накопившихся ссылок и материалов по Linux, Unix и открытым технологиям, собранная в результате чтения fido-конференций, таких как RU.LINUX и RU.UNIX. В 1998 году проект переехал на отдельный домен opennet.ru и был дополнен разделом новостей и форумом. В 1999 году на сайте появился рубрикатор по ключевым словам, который стал одной из первых в рунете реализаций методов категоризации информации по тегам.
В 2001 году сайт стал победителем конкурса «Золотой сайт» в номинации «Справочно-информационный сайт» (Уральский Федеральный округ). Впоследствии работа сайта OpenNET.ru была сосредоточена на освещении новостей, связанных со свободным ПО и открытыми технологиями, а также на координации работы сформировавшегося сообщества.

## Alexa Internet
По статистике Alexa.com на 5 октября 2010 года, сайт OpenNET находился на 450-м месте по посещаемости в России и 317-м — на Украине.